# Luigi Aloysius Colla
Luigi Aloysius Colla (Turín, 30 de abril de 1766-Turín, 22 de diciembre de 1848) fue un abogado, político y botánico pteridólogo italiano.

## Biografía
Fue hijo del abogado Anton Maria Colla y de Teresa Capello. Se casó con la miniaturista Fortunata Zappelloni, con quien tuvo seis hijos: Luigi, Arnoldo, Pompeo, Clelia, Olimpia y Tecofila.
Fue miembro del gobierno provisional de Saboya desde diciembre de 1798 hasta abril de 1799, y en 1848 ocupó un sitio en el Senado del Reino de Cerdeña. En 1820, Colla describió dos especies, Musa balbisiana y  Musa acuminata, las cuales son la base genética de casi todos los cultivares de banana.
Colla fue miembro de la Academia de Ciencias Naturales de Filadelfia. 
- La abreviatura «Colla» se emplea para indicar a Luigi Aloysius Colla como autoridad en la descripción y clasificación científica de los vegetales.[1]

## Publicaciones
- Hortus Ripulensis seu enumeratio plantarum quae Ripulis coluntur - Ed. Augustae Taurinorum, 1824.
- Plantae rariores in regionibus chilensibus a clarissimo MD Bertero nuper detectae et in lucem editae, 1833.
- Herbarium Pedemontanum juxta Methodum Naturalem Dispositum Additis - Ed. Augustae Taurinorum - Tome 1: 1833, Tome 2: 1834, Tome 3: 1834, Tome 4: 1835, Tome 6: 1836, Tome 7: 1837, Tome 8: 1837.